# 艾森豪山脈
74°15′S 162°15′E / 74.250°S 162.250°E
艾森豪山脈（英語：Eisenhower Range）是南極洲的山脈，位於維多利亞地，全長約72公里，最高點海拔高度3,070米，該山脈由美國地質調查局根據美國海軍的空中照片繪入地圖。